# Congreso Panruso de los Sóviets
El Congreso Panruso de los Sóviets (ruso: Всероссийский Съезд Советов) fue el máximo órgano de gobierno de la República Socialista Federativa Soviética de Rusia (RSFSR) entre 1917 y 1922, y dentro de la Unión Soviética, entre 1922 y 1936. La Constitución rusa de 1918 mandataba al Congreso a reunirse al menos dos veces al año. La Constitución de 1924 redujo ese mínimo a una vez al año.

## Historia

### Primer Congreso
El Primer Congreso Panruso de los Sóviets de Diputados de los Obreros y Soldados (3 de juniojul./ 16 de juniogreg.-7 de julio de 1917) fue convocado por la Conferencia Panrusa de los Sóviets. Estuvo dominado por los partidos pro-gubernamentales (socialrevolucionarios, mencheviques, etc.) y confirmó la supremacía del Gobierno Provisional Ruso. Los socialistas moderados, en efecto, representaban cinco sextos de todos los delegados, mientras que los de extrema izquierda apenas contaban con unos ciento veinte representantes. Si entre los primeros abundaban los representantes de soldados —a menudo miembros de la intelectualidad partidarios de la defensa— y campesinos, entre los segundos lo hacían los representantes obreros de las ciudades, síntoma de la división del país entre el radicalismo de las ciudades y la mayor moderación del campo. El bloque «defensista revolucionario» dominó el congreso desde el comienzo. De los ochocientos veintidós delegados con derecho a voto, mencheviques y socialrevolucionarios contaban con quinientos setenta y uno. La dirección del bloque recayó en la dirección defensista menchevique, que recibió en general el respaldo de los delegados mencheviques de las provincias y de los socialrevolucionarios. Fue el primero foro elegido por una parte sustancial de la población del periodo interrevolucionario y duró tres semanas. Reunió a mil noventa delegados de cuatrocientas organizaciones que contaban con unos veinte millones de miembros.
La relación entre los sóviets y el Gobierno se debatió durante cinco días y participaron en la discusión alrededor de sesenta oradores. Bolcheviques y mencheviques internacionalistas condenaron la coalición. Los representantes de la izquierda radical defendieron el fin de la coalición y la formación de un nuevo Consejo de Ministros socialista, apoyando su reivindicación en el triunfo electoral en las recientes votaciones municipales, que habían otorgado la victoria a los mencheviques en los barrios más acomodados de la capital y a los bolcheviques en los suburbios obreros. La mayoría moderada, sin embargo, desdeñó la propuesta y el ofrecimiento de Lenin de aceptar la responsabilidad de gobernar. Los partidarios de la coalición obtuvieron una amplia victoria en la votación del 8 de juniojul./ 21 de juniogreg. —543 votos favorables frente a 126 contrarios y abstenciones—. La moción aprobada, sin embargo, limitaba la confianza otorgada por el congreso a los ministros socialistas y al programa gubernamental, no al resto de ministros del Gobierno.
El principal asunto, además de la relación con el Gobierno, que se trató en el congreso fue el estado del Ejército. Presionados por los Aliados, el Gobierno y el Estado Mayor preparaban una ofensiva militar, para la que deseaban el beneplácito de los sóviets.
Además, los delegados apoyaron la acción del ministro de Justicia P. N. Perevérzev contra los anarquistas que habían tomado la dacha del antiguo y odiado ministro zarista Piotr Durnovó y condenaron la ocupación de una imprenta por otro grupo anarquista.
Durante el congreso se llevó a cabo la gran manifestación del 18 de juniojul./ 1 de juliogreg., convocada por los dirigentes moderados del sóviet, que evidenció la creciente influencia de los radicales entre la población de la capital y el rechazo creciente de una parte considerable parte de los trabajadores a la coalición de Gobierno. El apoyo a los moderados, sin embargo, fue mayor en otras ciudades donde también se celebraron manifestaciones.
El congreso creó un organismo permanente para representar la autoridad soviética entre congresos, el Comité Ejecutivo Central Panruso (VTsIK). Elegido el 17 de juniojul./ 30 de juniogreg., contó con 104 miembros mencheviques y 100 socialrevolucionarios de un total de 257.

### Segundo Congreso
La fecha del golpe contra el Gobierno Provisional Ruso, conocido como la Revolución de Octubre, había sido elegida para hacerla coincidir con el Segundo Congreso Panruso de los Sóviets, que se celebró del 25 de octubrejul./ 7 de noviembregreg. al 27 de octubrejul./ 9 de noviembregreg. de 1917.
Al comenzar Congreso los delegados pudieron oír los disparos del asalto al Palacio de Invierno, y se enteraron de que los miembros del Gobierno provisional  estaban sitiados, por lo que los congresistas social-revolucionarios de derecha y los mencheviques, que sostenían dicho gobierno, denunciaron estos hechos y abandonaron la sesión en señal de protesta. Esta retirada facilitó las intenciones revolucionarias de Lenin, y la formación de un nuevo Gobierno, exclusivamente bolchevique.
Un decreto propuesto por Kámenev, aprobado por los diputados bolcheviques (con mayoría de delegados, 399 sobre 649) y social-revolucionarios de izquierda ratificó la transformación revolucionaria del poder del Estado. Se proclamó la disolución del gobierno provisional, y el paso de la autoridad a los sóviets representados en el Consejo de Comisarios del Pueblo o Sovnarkom, como Gobierno Provisional Obrero y Campesino, hasta la formación de la Asamblea Constituyente.
Los delegados también aprobaron otros dos decretos, propuestos por Lenin, el Decreto sobre la Tierra, referente a la propiedad de la tierra, y el Decreto sobre la Paz que proponía la retirada de la Primera Guerra Mundial.
El 2 de noviembrejul./ 15 de noviembre de 1917greg., el gobierno de Lenin promulgó la Declaración de los derechos para los Pueblos de Rusia que, entre otras cuestiones, proclamaba el derecho a la libre autodeterminación, incluyendo la secesión y formación de un estado separado.

### Tercer Congreso
Al Tercer Congreso (23-31 de enero de 1918) asistieron delegados de 317 sóviets de obreros, soldados y campesinos, así como 110 delegados de comités de ejército, cuerpo y división. Los bolcheviques comprendían 441 de los 707 delegados (62,4%). En el cuarto día de sesiones llegaron más delegados. Al finalizar formaban el cónclave 1.587 delegados.
El Congreso tuvo un Presídium compuesto de diez bolcheviques y tres social-revolucionarios de izquierda con un delegado adicional por el resto de grupos (social-revolucionarios de derecha, mencheviques, etc.).
Los partidos socialdemócratas de Suiza, Rumanía, Suecia y Noruega, el Partido Socialista Británico y el Partido Socialista de América enviaron mensajes de solidaridad.
Celebrado poco después de la disolución de la Asamblea Constituyente Rusa por orden del Comité Ejecutivo Central Panruso (VTsIK), el Congreso resolvió expurgar todas las referencias al carácter provisional del Consejo de Comisarios del Pueblo (Gobierno soviético o Sovnarkom) - creado en el II Congreso de los Sóviets como "provisional hasta la formación de la Asamblea Constituyente" - de todas las nuevas ediciones de decretos y leyes, legitimando de esta manera la disolución de la Asamblea Constituyente por los bolcheviques.
El Congreso recibió:
- El informe de Yákov Sverdlov sobre la actividad del Comité Ejecutivo Central Panruso (VTsIK, poder legislativo).
- El informe de Vladímir Lenin sobre la actividad del Consejo de Comisarios del Pueblo (Sovnarkom, poder ejecutivo).
- El informe del Comisario del Pueblo de Agricultura Andréi Kolegáyev sobre la "Ley Fundamental de la Socialización de la Tierra"[16][17] (se aprobaría por el Congreso).
- El informe del Comisario del Pueblo para las Nacionalidades Iósif Stalin acerca de los principios de la federación y de la política de las nacionalidades del emergente Estado soviético.
- El informe del Comisario del Pueblo de Exteriores Lev Trotski "Sobre la guerra y la paz".

Los mencheviques, social-revolucionarios de derecha y mencheviques internacionalistas de Yuli Mártov utilizaron el Congreso para mostrar su oposición a la política interior y exterior que aprobaron los bolcheviques. La Declaración de Derechos del Pueblo Trabajador y Explotado fue aprobada y se convirtió en la base de la Constitución soviética de 1918. Asimismo fue aprobada la resolución "Sobre las instituciones federales de la República de Rusia" que establecía la que luego se denominaría República Socialista Federativa Soviética de Rusia (RSFS de Rusia), basada en la unión libre de los pueblos de Rusia. El Congreso aprobó asimismo la "Ley Fundamental de la Socialización de la Tierra" que proveyó los ejes básicos de la redistribución y socialización de la tierra.

### Cuarto Congreso
Celebrado el 14-16 de marzo de 1918, fue ratificado el Tratado de Brest-Litovsk. La oposición de los Socialrevolucionarios de izquierda al tratado llevó a que votasen en contra de la ratificación y se retirasen del Sovnarkom, en el que habían participado el coalición con los bolcheviques desde finales de 1917, aunque permanecieron en el VTsIK, en los sóviets y en la Cheka.

### Quinto Congreso
Celebrado entre el 4 y el 10 de julio de 1918. Aprobó la Constitución soviética de 1918.
El congreso, planeado en principio para el 28 de junio, se pospuso en dos ocasiones, primero al 3 de julio y más tarde al 4 de julio. A pesar de que días antes de su apertura la mayoría de los diarios independientes indicaban que los socialrevolucionarios de izquierda iban a contar prácticamente con los mismos delegados que los bolcheviques, el llamamiento urgente de los estos para enviar delegados extraordinarios al congreso desde las provincias incluso si sus credenciales no las aprobaban los sóviets locales ni la comisión de validación del congreso hizo que al comenzar el congreso los bolcheviques se asegurasen una holgada mayoría de 678 delegados frente a los 269 socialrevolucionarios de izquierda, 30 maximalistas, 5-6 socialdemócratas internacionalistas y unos 48 sin afiliación partidista. Las protestas de los socialrevolucionarios de izquierda por la presencia de estos delegados resultaron vanas. La esperanza de los socialrevolucionarios de cambiar la política gubernamental a través del congreso se desvanecieron.
El congreso comenzó con gran tensión con la aprobación de una moción de Trotski para poder fusilar sin juicio a aquellos que se opusiesen a la ocupación alemana de la República Popular Ucraniana, que se interpretó como una amenaza a los socialrevolucionarios de izquierda. Al día siguiente, Lenin animó a los socialrevolucionarios a abandonar el congreso por su disgusto por la distribución de delegados y su oposición a las políticas bolcheviques. Los oradores socialrevolucionarios, Mariya Spiridónova, Borís Kamkov y Karelin criticaron duramente a los bolcheviques y al imperialismo alemán.
El congreso reabrió las sesiones el 9 de julio, tras el aplastamiento del alzamiento socialrevolucionario, sin la presencia ya de los delegados del Partido Socialrrevolucionario de Izquierda (PSRI), que habían sido arrestados durante el levantamiento. El congreso condenó el alzamiento como intento del PSRI de tomar el poder, aprobó las acciones del Gobierno para aplastar la revuelta y expulsó de los sóviets a los socialrevolucionarios de izquierda que no condenasen las acciones de su comité central.
Al día siguiente, poco antes de la clausura, aprobó la primera Constitución soviética, la Constitución soviética de 1918. La Constitución definía al Congreso Panruso de los Sóviets como la mayor autoridad del Estado, dejando el poder en manos del Comité Ejecutivo Central Panruso (VTsIK) en los periodos entre congresos, y con el Gobierno del Sovnarkom subordinado al VTsIK; en la práctica, sin embargo, el poder siguió estando en manos del Gobierno, que ahora contaba sólo con bolcheviques al abandonarlo los comisarios del pueblo del PSRI. Entre el V Congreso y el VI —celebrado en noviembre—, el VTsIK, a pesar de ser el organismo supremo entre congresos y de contar con autoridad suprema en legislación, administración y control del Gobierno, se reunió únicamente ocho veces, de manera ceremonial ante la ausencia ya de partidos de oposición, mientras que el Sovnarkom mantuvo reuniones diarias.

### Sexto Congreso
Celebrado, con carácter extraordinario, el 6-9 de noviembre de 1918, incluyendo a diputados cosacos, además de a los obreros, soldados y campesinos.

### Séptimo Congreso
Celebrado el 5-9 de diciembre de 1919.

### Disolución
El Congreso cesó de existir tras el XVII Congreso Panruso de los Soviets, celebrado en enero de 1937, al finalizar la reforma constitucional de 1936-1937, con la aprobación de la Constitución de la Unión Soviética de 1936 y la Constitución de la RSFS de Rusia de 1937, y al reemplazarse la elección indirecta de los sóviets por la elección directa del Sóviet Supremo de la RSFS de Rusia como órgano máximo.

## Elección
El Congreso estaba formado por representantes de los sóviets de ciudad (1 delegado por cada 25.000 votantes) y los sóviets de óblast (provincia) y república autónoma (1 diputado por cada 125.000 habitantes), primando el voto urbano sobre el voto rural. 

### Poderes
La jurisdicción exclusiva del Congreso consistía en:
- La elección del Comité Ejecutivo Central Panruso (VTsIK, poder legislativo).
- La adopción de la Constitución de la RSFS de Rusia de 1918 y las enmiendas a la misma.
- La aprobación de enmiendas propuestas por el VTsIK.
- La aprobación de las constituciones de las Repúblicas autónomas soviéticas.

Sobre el resto de cuestiones el Congreso y el Comité Ejecutivo Central poseían la misma autoridad.